# Lunathyrium brevipinnum
Lunathyrium brevipinnum là một loài thực vật có mạch trong họ Woodsiaceae. Loài này được Ching & K.H. Shing ex Z.R. Wang miêu tả khoa học đầu tiên năm 1994.